# قازان لو (شاهين دج)
قازان لو هي قرية في مقاطعة شاهين دج، إيران. عدد سكان هذه القرية هو 848 في سنة 2006.